# 北方千歳町駅
北方千歳町駅（きたがたちとせまちえき）は、岐阜県本巣郡北方町にあった名古屋鉄道揖斐線の駅である。

## 歴史
揖斐線の前身である岐北軽便鉄道の駅として1914年（大正3年）に開業した。当初の駅名は千歳町駅（ちとせまちえき）であったが、のちに改称している。揖斐線は2005年（平成17年）をもって全線が廃止され、これと同時に当駅も廃駅となった。
- 1914年（大正3年）3月29日 - 岐北軽便鉄道の忠節駅 - 北方町駅（のちの美濃北方駅）間の開通と同時に千歳町駅として開業[2][3]。
- 1927年（昭和2年）ころ - 北方千歳町駅に改称。
- 1991年（平成3年）11月1日 - 無人化[4]。
- 2005年（平成17年）4月1日 - 揖斐線の忠節駅 - 黒野駅間が廃止され、廃駅[3][5]。

## 駅構造
ホーム1面1線の停留場であった。黒野寄りに出入口が1か所存在した。2011年5月以前に駅舎が撤去されている。

### 配線図
| ← 黒野方面 | 北方千歳町駅 構内配線略図 | → 忠節方面 |
| 凡例 出典: |                           |            |

## 利用状況
- 『名古屋鉄道百年史』によると1992年度当時の1日平均乗降人員は366人であり、この値は岐阜市内線均一運賃区間内各駅（岐阜市内線・田神線・美濃町線徹明町駅 - 琴塚駅間）を除く名鉄全駅（342駅）中289位、 揖斐線・谷汲線（24駅）中9位であった[1]。

## 駅周辺
駅周辺に複数のマンションが建つなど住宅街の中に位置していた。
- 北方町役場
- 北方町商店街

## 隣の駅
名古屋鉄道
揖斐線
北方東口駅 - 北方千歳町駅 - 美濃北方駅
- 1922年（大正11年）までは隣の北方東口駅との間に新町駅（しんまちえき）が存在した。